# Benjamin Mitchell
Benjamin "Ben" Mitchell (ur. 7 lipca 1979) – nowozelandzki aktor, najbardziej znany z roli doktora TK Samuelsa w operze mydlanej Shortland Street.

## Biografia
Mitchell urodził się i wychował w Hamilton. Jest najstarszym z trojga rodzeństwa i opuścił dom rodzinny w wieku 15 lat. Pochodzi z ludu Maorysów, należy do Tainui iwi. Uczęszczał do St John's College w Hamilton.
Zanim rozpoczął karierę aktorską, był trenerem personalnym oraz zdobywcą tytułu Mister Nowej Zelandii w 1999 roku. W 2000 roku przeniósł się do Auckland, aby rozpocząć karierę aktorską.
Jego pierwszą rolą była postać reportera w Shortland Street w 2000 roku. Następnie wystąpił m.in. w serialach Power Rangers Ninja Storm i Outrageous Fortune.
W 2006 roku dołączył do głównej obsady Shortland Street jako doktor TK Samuels, jedna z najbardziej rozpoznawalnych postaci serialu. Zyskał znaczną popularność w Nowej Zelandii, szczególnie wśród żeńskiej publiczności.
W 2007 roku zagrał u boku aktorki Bollywood Celiny Jaitley w filmie Love Has No Language, będącym nowozelandzko-australijską koprodukcją. Wystąpił także w filmie niezależnym I'm Not Harry Jenson.
Mitchell biegle posługuje się językiem maoryskim aktywnie wspierał kampanie promujące język maoryski w latach 2006 i 2008.
Od 2023 roku pracuje w branży budowlanej.

## Życie prywatne
Mitchell ma troje dzieci z żoną Kate – córki Sofię i Milę oraz syna Nico.
W 2015 roku został skrytykowany publicznie za zaparkowanie na miejscu przeznaczonym dla osób niepełnosprawnych.

## Filmografia
- Father (1990)
- Przyjemniaczek (1997)
- Shortland Street (jako reporter, 2000)
- Stingers (serial TV, 2002)
- Power Rangers Ninja Storm (serial TV, 2003)
- Do diabła z kryminałem (serial TV, 2005)
- An Aggressive Gift (film krótkometrażowy, 2008)
- Love Has No Language (2008)
- The Shoe Box (film krótkometrażowy, 2009)
- I'm Not Harry Jenson (2009)
- Curry Munchers (2011)
- Shortland Street (serial TV, 2006–2023)
- Hobbit: Pustkowie Smauga (2013)
- Pork Pie (2017)